# Auprès d'un mort
Auprès d’un mort est une nouvelle de Guy de Maupassant, parue en 1883.

## Historique
Auprès d’un mort est initialement publiée dans la revue Gil Blas du 30 janvier 1883, sous le pseudonyme Maufrigneuse, et repris dans le recueil posthume Le Colporteur.

## Résumé
Menton. Un grand Allemand poitrinaire se meurt doucement. Le narrateur lie connaissance avec lui, et le malade lui montre tout de suite un livre de son maître, Schopenhauer, annoté de la main de l’auteur. 
Le narrateur considère Schopenhauer comme « le plus grand saccageur de rêves ». D'ailleurs, un homme politique français dira du philosophe allemand, après l’avoir rencontré : « J’ai cru passer une heure avec le diable ».
L'Allemand poitrinaire a veillé autrefois le corps de son maître. Le cadavre sentait mauvais. Vient un moment où il passe à côté de la pièce pour échapper à l’odeur. Un bruit surgit dans la chambre du mort : c’est le dentier qui est tombé à cause du travail de décomposition qui a fait se desserrer la mâchoire.

## Éditions
- Auprès d’un mort, dans Maupassant, Contes et Nouvelles, texte établi et annoté par Louis Forestier, éditions Gallimard, Bibliothèque de la Pléiade, 1974  (ISBN 978 2 07 010805 3).